# Copa da Superliga Argentina
A Copa da Superliga Argentina ou Copa de la Superliga Argentina foi um torneio oficial de futebol profissional organizado pela Superliga Argentina, entidade que representava a Asociación del Fútbol Argentino (AFA). A competição era disputada no sistema de eliminatórias.
O torneio era disputado pelas equipes participantes da Primera División. As seis equipes mais bem posicionadas ao final da temporada regular da principal divisão do Campeonato Argentino se qualificavam diretamente para as oitavas-de-final da Copa da Superliga, enquanto as 20 equipes restantes disputavam uma fase preliminar. Todos os jogos eram disputados em partidas de ida e volta, com exceção da final, disputada em jogo único.
O campeão garantia uma vaga na CONMEBOL Libertadores e o vice-campeão uma na Copa Sul-Americana.

## Lista de campeões
| Ano  | Campeão | Placar | Vice-campeão | Data               | Estádio                      | Cidade/Prov. |
| ---- | ------- | ------ | ------------ | ------------------ | ---------------------------- | ------------ |
| 2019 | Tigre   | 2–0    | Boca Juniors | 2 de junho de 2019 | Estádio Mario Alberto Kempes | Córdoba      |

### Títulos por equipe
| Equipe       | Campeão | Vice-campeão | Ano como Campeão | Ano como Vice-campeão |
| ------------ | ------- | ------------ | ---------------- | --------------------- |
| Tigre        | 1       | —            | 2019             | —                     |
| Boca Juniors | —       | 1            | —                | 2019                  |